# Sheila Herrero
Sheila Herrero Lapuente (* 28. Juni 1976 in Saragossa) ist eine ehemalige spanische Inline-Speedskaterin.
Am 1. Oktober 1980 skatete sie zum ersten Mal. Zehn Jahre später konnte sie ihren ersten Europameistertitel feiern. Bei ihren ersten Speedskating-Weltmeisterschaften in Gujan-Mestras gelang am 29. August 1994 das Kunststück gleich zwei Goldmedaillen zu holen und zwar über 1500 m und im 5000-m-Punkterennen. Einen Sieg beim größten Inline-Rennen der Welt, dem Berlin-Marathon, errang sie 2001.
Insgesamt gewann sie 15 Weltmeistertitel, wurde 35-mal Europameisterin, sowie 88-mal nationale Meisterin.
Am 1. Oktober 2003 gab Herrero ihren Rücktritt vom Wettkampfsport bekannt.

## Weltrekorde
Sheila Herrero stellte vier Weltrekorde auf. Zwei davon waren am 27. Sep 2005 (Erstellungsdatum dieses Artikels) noch gültig.
| Distanz  | Zeit          | km/h  | Ort               | Gültigkeit                        |
| -------- | ------------- | ----- | ----------------- | --------------------------------- |
| 5000 m   | 7:53,950 min  | 37,98 | Pamplona          | 3. September 1998 – 30. Juli 2003 |
| 10.000 m | 16:49,590 min | 35,66 | Barrancabermeja   | 30. Juni 1997 – 11. Juni 2005     |
| 15.000 m | 24:57,24 min  | 36,07 | Barrancabermeja   | 2. August 2000 –                  |
| 40.000 m | 1:18:01,0 h   | 30,76 | Santiago de Chile | 3. Oktober 1999 –                 |

| Personendaten    | Personendaten                  |
| ---------------- | ------------------------------ |
| NAME             | Herrero, Sheila                |
| ALTERNATIVNAMEN  | Herrero Lapuente, Sheila       |
| KURZBESCHREIBUNG | spanische Inline-Speedskaterin |
| GEBURTSDATUM     | 28. Juni 1976                  |
| GEBURTSORT       | Saragossa                      |